# Petar Karpoch
Petar Karpoš (en macédonien : Петар Карпош), mort en 1689, est un haïdouk Serbe de Macédoine qui a conduit une révolte contre les autorités ottomanes lors de la guerre austro-turque, qui a eu lieu de 1683 à 1699. Sa date de naissance et ses origines sont obscures, même si beaucoup d'auteurs voient en lui un Serbe de Macédoine. En son honneur, son nom a été donné à de nombreuses places et rues en Macédoine du Nord, ainsi qu'à une commune de Skopje, la capitale du pays.

## Le soulèvement de Karpoš
Au cours de la guerre austro-turque, les haïdouks serbes profitent du chaos et ont enfin l'occasion de mener de grandes opérations contre les Turcs. Parmi eux, Petar Karpoch organise un grand soulèvement commencé en octobre 1689 entre Skopje et Kyoustendil. Il offre son soutien à l'armée autrichienne, arrivée dans le sud de la Serbie, et le 25 octobre, Skopje est prise aux Ottomans. Les haïdouks prennent le contrôle total de la région et établissent leurs quartiers à Kriva Palanka, une importante place forte turque. À la fin du mois, cependant, les Ottomans, aidés par l'armée du Khan de Crimée, reprennent du terrain et défont les haïdouks à Kumanovo. En décembre, Karpoš est arrêté puis empalé sur le pont de Skopje et les Turcs repoussent les Autrichiens au nord du Danube.